# 1870年代
1870年代（せんはっぴゃくななじゅうねんだい）は、西暦（グレゴリオ暦）1870年から1879年までの10年間を指す十年紀。

## できごと

### 1870年
- 6月11日（明治3年5月13日） - 庚午事変。
- 7月19日 - 普仏戦争勃発。
- 9月4日 - フランス第三共和政成立。
- 9月20日 - イタリア軍のローマ占領（イタリア語版）。教皇領滅亡
- 10月 - 太政官布告745号により陰陽道廃止

### 1871年
- 1月18日 - ヴィルヘルム1世、ヴェルサイユ宮殿で戴冠し、ドイツ帝国成立。
- 4月20日（明治4年3月1日） - 東京・京都・大阪に郵便役所（現在の郵便局）を設置し業務を開始
- 5月10日 - フランクフルト講和条約、普仏戦争終結、ビスマルク体制。
- アルザス＝ロレーヌ、ドイツ領となる。
- 6月27日（5月10日）- 新貨幣制度の新貨条例が制定、呼称が円・銭・厘になった。1両が1円に。
- 8月29日（7月14日） - 廃藩置県。
- 文化闘争始まる。
- 社家廃止

### 1872年
- 9月5日（明治5年8月3日） - 学制発布。
- 10月14日（9月12日） - 新橋〜横浜（現桜木町）間の鉄道開業。
- 12月28日（11月28日） - 徴兵の詔（徴兵制度）。
- 修験道廃止

### 1873年
- 1月1日 - 日本、太陽暦導入（明治5年12月3日が1873年1月1日に当たる）。
- 1月10日 - 日本、徴兵令施行。以後、毎年徴兵による新兵の入営日となる。
- 1月15日 - 前年発布の学制に基づく日本初の小学校、東京師範学校附属小学校（現在の筑波大学附属小学校）設立。
- 1月15日 - 教部省達第二号「梓巫市子並憑祈祷孤下ケ等ノ所業禁止ノ件」により神霊の憑依などによって託宣を得る民間習俗の巫女の行為が全面的に禁止。
- 7月20日 - 第一国立銀行設立。
- 7月28日 - 地租改正法公布。
- 10月 - 明治六年政変（征韓論政変）。
- 12月1日 - 郵便葉書が発売される。

### 1874年
- 1月17日 - 民選議院設立建白書提出。
- 2月1日 - 佐賀の乱。
- 5月22日 - 台湾出兵。
- 10月9日 - 万国郵便連合設立。

### 1875年
- 2月11日 - 大阪会議。
- 5月7日 - 樺太・千島交換条約。
- 9月20日 - 江華島事件。
- 11月29日 - 同志社英学校開学。

### 1876年
- 1月11日 - 廃刀令発布。
- 2月 - 日朝修好条規締結。
- 2月14日 - グラハム・ベルが電話機を発明。
- 10月24日 - 神風連の乱。
- 10月27日 - 秋月の乱。
- 10月28日 - 萩の乱。

### 1877年
- 1月1日 - イギリス女王ヴィクトリア、インド女帝に即位。
- 2月15日〜9月24日 - 西南戦争。
- 日本初の海洋生物学 - 発祥の地は神奈川県藤沢市にある湘南の江の島。

### 1878年
- 5月14日 - 紀尾井坂の変（大久保利通暗殺）。
- 7月 - 府県会規則・郡区町村編制法・地方税規則の地方三新法公布。
- 8月26日 - 金沢第十二国立銀行（現：北陸銀行）開業。
- 12月 - 第六十七国立銀行（現：荘内銀行）設立。
- 12月9日 - 第七十七国立銀行（現：七十七銀行）設立。

### 1879年
- 4月5日 南米 チリがペルー・ボリビアに宣戦布告（太平洋戦争)。